# Carmen Martín
Carmen Dolores Martín Berenguer (n. 29 mai 1988, Roquetas de Mar, Andaluzia, Spania) este o handbalistă spaniolă care joacă pentru clubul românesc CSM București, cu care a câștigat Liga Campionilor EHF în anul 2016. Martín este și componentă a echipei naționale a Spaniei.
Martín Berenguer a făcut parte din echipa Spaniei de la Campionatul European de Handbal Feminin din 2008, unde Spania a ajuns până în finală, după ce a învins Germania în semifinală.
De asemenea, ea a fost componentă a echipei Spaniei care a obținut medalia de bronz la Jocurile Olimpice de Vară din 2012.

## Biografie
Carmen Martín a debutat în Divizia Onoare cu echipa C.B. Mar Alicante. În 2010, ea semnează cu S.D. Itxako, unde va juca până la finalul sezonului 2011-12, câștigând încă din primul sezon Supercupa Spaniei, Cupa Reginei și campionatul. În 2012, după probleme financiare cu care s-a confruntat clubul spaniol, Martín se transferă la clubul sloven RK Krim Mercator Ljubljana.
La echipa națională a Spaniei a fost pentru prima dată convocată de Miguel Ángel Florido, debutând pe 14 octombrie 2005, la Kostrena, Croația. Cu Spania a luat parte la Campionatul Mondial din 2009, desfășurat în China, Campionatul Mondial din 2011, desfășurat în Brazilia, unde a câștigat medalia de bronz și a fost desemnată cea mai bună extremă dreapta a competiției, la Campionatul European din 2008, din Macedonia, unde a câștigat medalia de argint, și la Campionatul European din 2010, care s-a ținut în Danemarca și Norvegia. De asemenea, Martín a luat parte la Jocurile Mediteraneene din 2009, desfășurate la Pescara. Ea a făcut parte din selecționata spaniolă care a luat parte la Jocurile Olimpice din 2012, însă, din cauza unei accidentări în meciul contra Suedia, a fost înlocuită cu malacitana Marta López.

## Palmares
- Liga Campionilor EHF:
  -  Câștigătoare: 2016
  - Finalistă: 2011

- Campionatul Spaniei:
  -  Câștigătoare: 2011, 2012

- Cupa Reginei:
  -  Câștigătoare: 2011, 2012

- Supercupa Spaniei:
  -  Câștigătoare: 2011, 2012

- Liga Națională:
  - Câștigătoare: 2015, 2016, 2017, 2021

- Cupa României:
  -  Câștigătoare: 2016, 2017
  - Finalistă: 2015

## Distincții
- Extrema dreaptă ideală la Campionatul Mondial: 2021
- Extrema dreaptă ideală la Campionatul Mondial: 2011
- Extrema dreaptă ideală la Campionatul European: 2014
- Cea mai bună extremă dreapta (desemnată de Handball-Planet.com): 2016[12]
- Cea mai bună extremă dreapta din Liga Campionilor EHF: 2017[13]
- Cetățean de onoare al Bucureștiului: 2016[14][15]